# Liste des bogies de la SNCF
La liste des bogies de la SNCF décline le type de bogies du matériel roulant pour la Société nationale des chemins de fer français (SNCF). Ceci n’exclut pas les bogies des voitures acquises à la suite de la guerre ou par l'origine du réseau de l'État, ni ceux également monté sur des voitures étrangères, ni ceux loués par la SNCF. La liste n'est pas exhaustive. Le bissel installé sous une locomotive à vapeur n'est pas retenu dans cette liste.

## Wagons (marchandises)

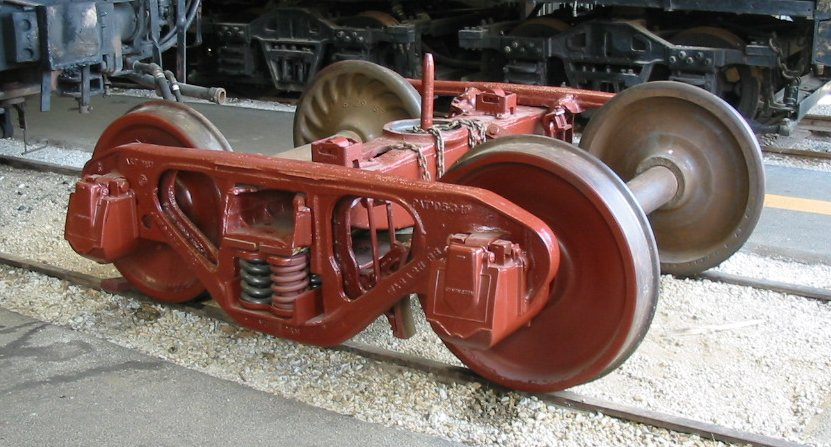
Bogie de type Bettendorf, à l'Illinois Railway Museum.

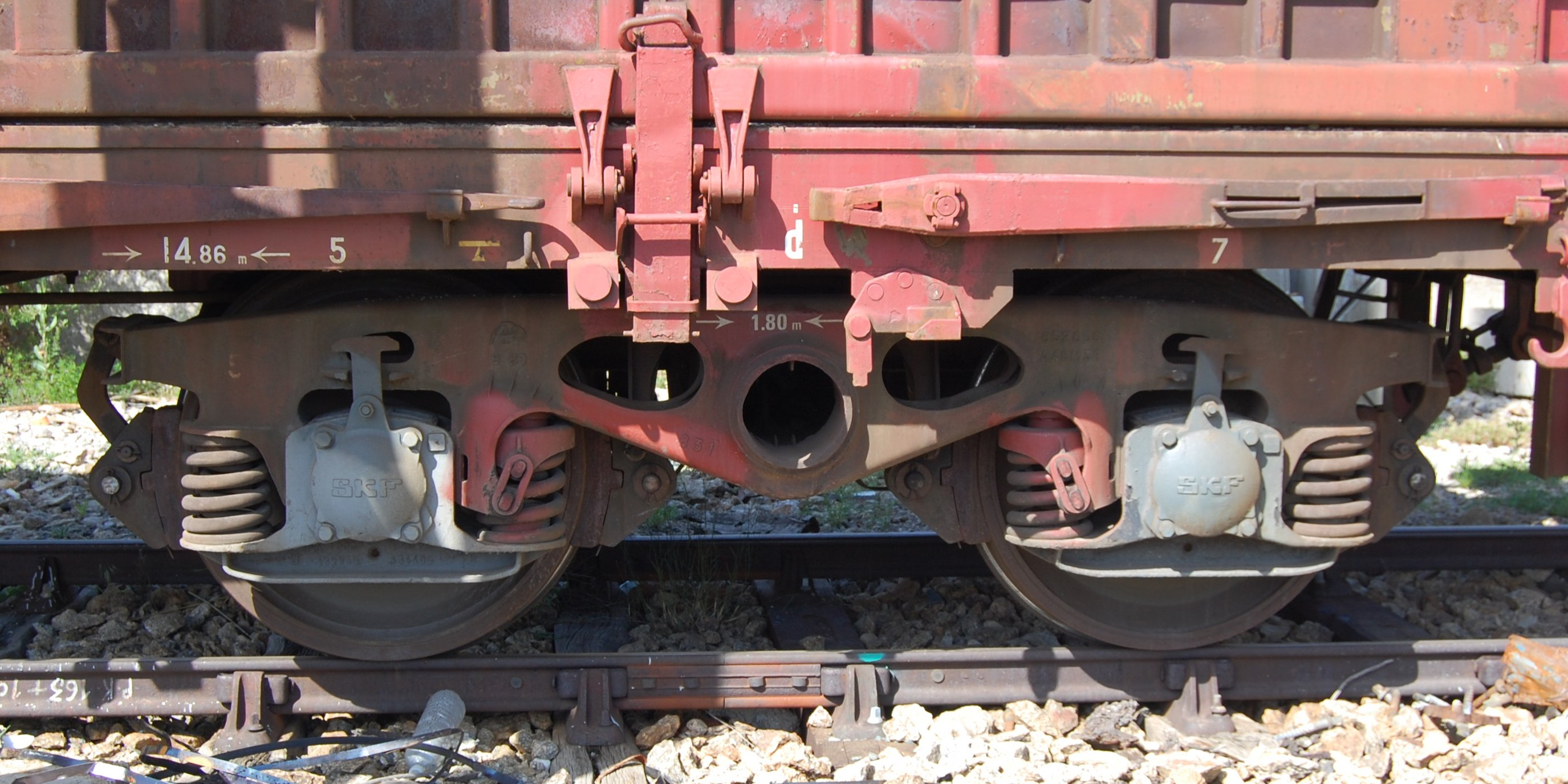
Bogie Y 25 moulé.

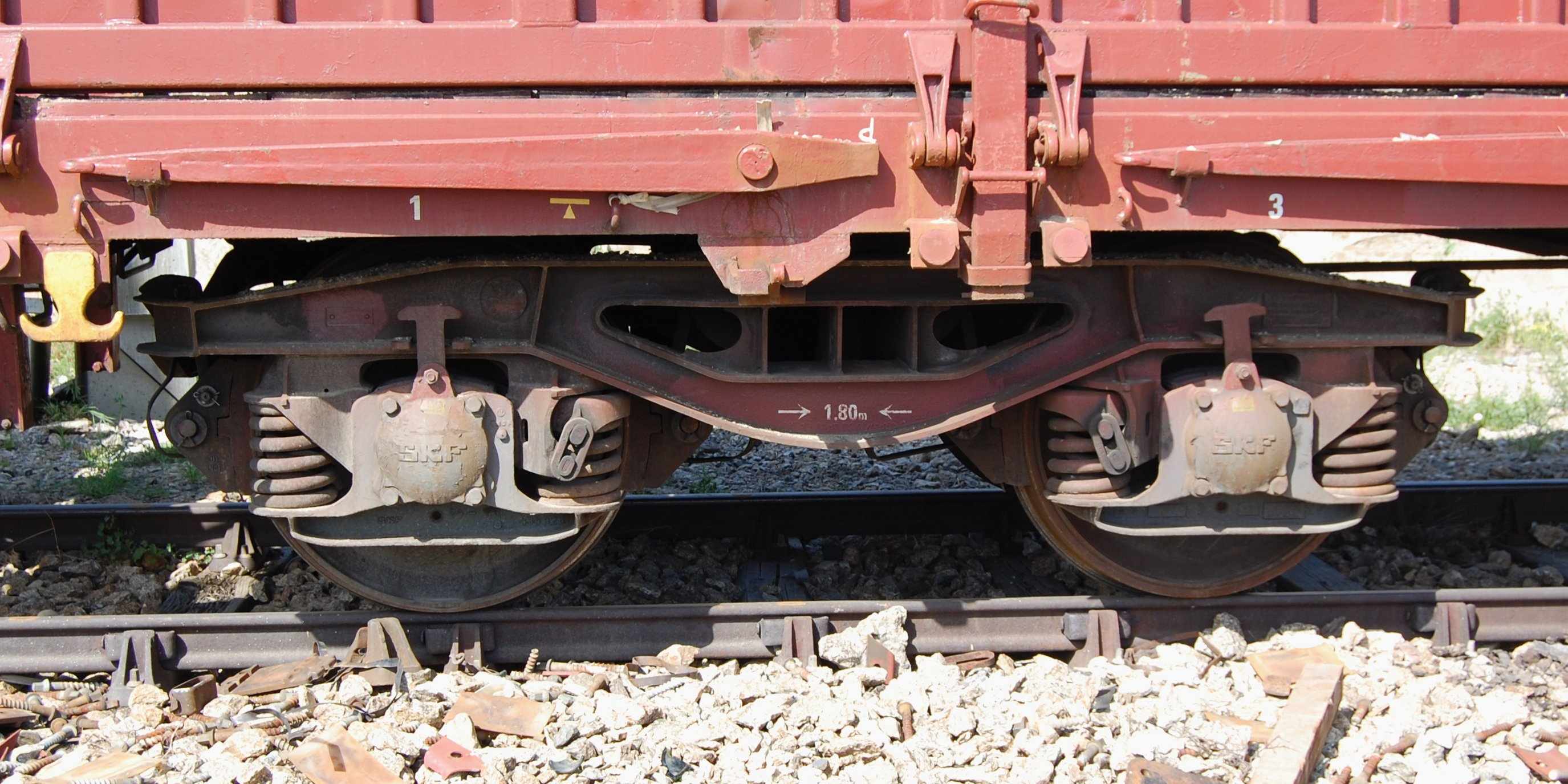
Bogie Y 25 mécano-soudé.

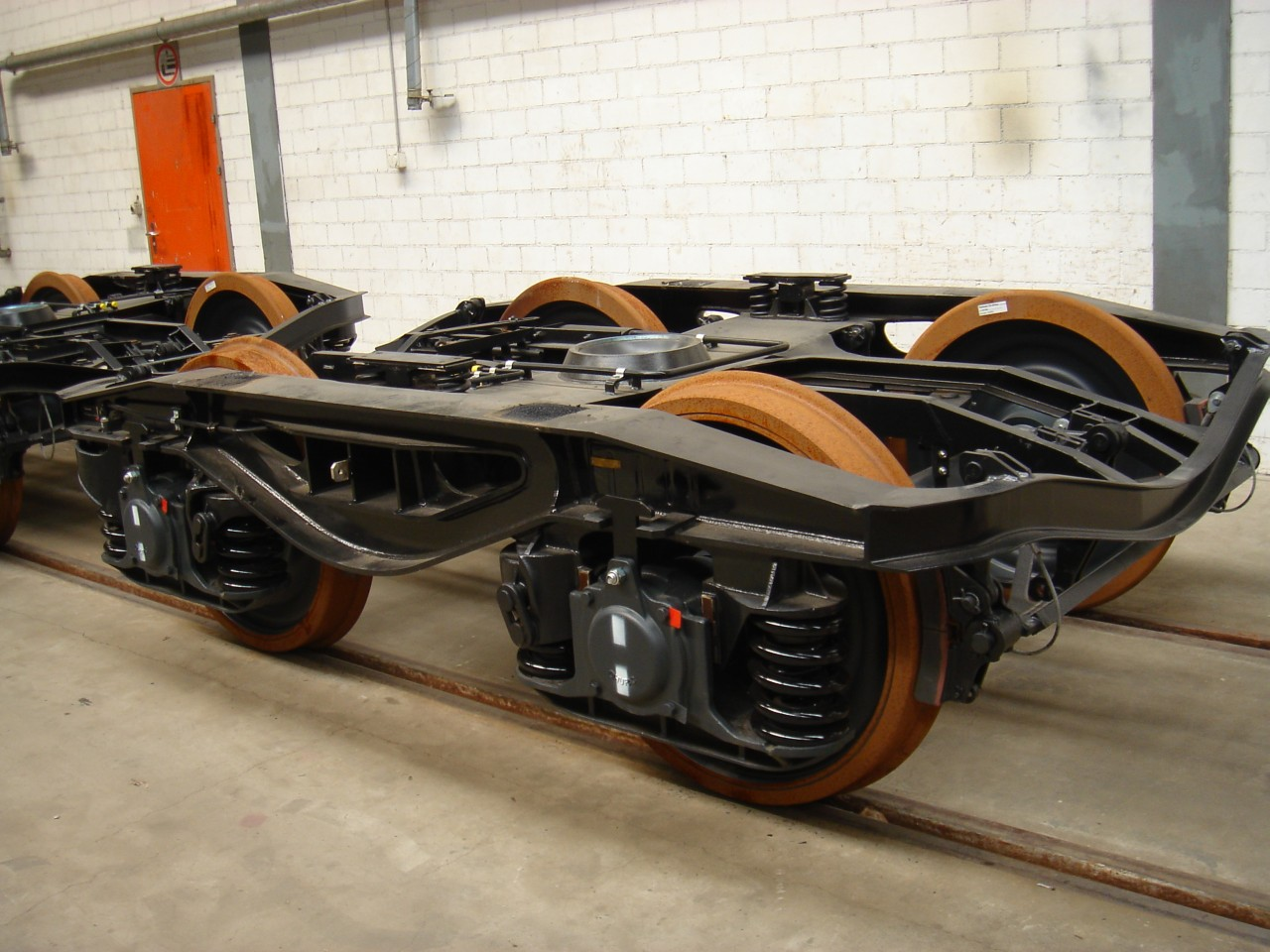
Bogie Y 25 de 2009.

Parmi les premiers bogies utilisés en France, entre 1917-1918, on trouve des bogies américains appelés "Diamond" avec une suspension sur ressorts hélicoïdaux qui sont limité à la vitesse de 90km/h puis avec une suspension à lames (appelé ressorts à pincettes en groupe de deux qui ont permis d'augmenter la vitesse limite à 105 km/h. 
Les essieux sont du type VI (USAB) avec des boites à huile USA 18. L'empattement de ces bogies est de 1,676m.  Pour les wagons lourds, des bogies sont construits sur le même principe avec 2 fers plat de 120x10 au lieu d'un seul et un empattement de 1,80m sur des essieux UIB ou UID et des boites à huile  TG UIB S3.
Il y a eu aussi des bogies "US Army" avec des essieux de type 905 et des boites à huile "US Army". Les premiers étaient équipés d'un cadre tout autour, les derniers plus souples n'avaient plus de traverse avant ni arrière.
Pour les wagons, les bogies sont équipés avec des roues de 920 mm de diamètre au roulement (sauf indication contraire) et sont numérotés en série impaire :
- Y 1 : Bogie « Diamond »[1], avec un empattement de 2m, à longerons en fer plats (style USA « Archbar » créé en 1830), variante B1 sous wagons TP.
- Y 3 : Bogie « Diamond renforcé » dérivé du bogie Y1 par ses renforcements et par un freinage à sabots extérieurs sur les bandages, variante B sous des wagons lourds.

- Y 5 : Bogie « Diamond » à longerons en acier moulé, dérivé du bogie Y1.

- Y 7 : Bogie d'un empattement de 1,80 m de conception française (dit« Arbel »), étudié par les réseaux Nord et Est, d'un poids de 20 tonnes à l'essieu de type UIE, et modifié par OCEM pour unifier un maximum de pièces sur les wagons de même désignation[2].

- Y 9 : Bogie « Diamond » du genre « Bettendorf », avec sabots de frein externes comme sur les bogies Y 3.

- Y 11 : Bogie « Diamond » avec des essieux UIE et une suspension par 4 groupes de ressorts hélicoïdaux concentriques de chaque côté, résultant d'une évolution importante SNCF, variante B[2], C, M, Mk sous wagons plats Rorywf de 19m.

- Y 13 : Bogie « Arbel », conception « tôleries embouties et assemblés par rivets à chaud », d'un poids de  18 tonnes à l'essieu type UIE, avec suspension à lames, sous les wagons OCEM et les ballastières Arbel type SWywf[2].
- Y 15 : Bogie « Arbel-Diamond », de type AD 4, 7, 14 et 30 sous des wagons OCEM.
- Y 17 : Bogie de 2 mètres d'empattement, variante A sous wagons surbaissés HMy avec des ressorts de suspension à lames et des roues de Ø 660.
- Y 19 : Bogie unifié UIC - ORE type Minden-Dortsfeld (Allemagne), construit entre 1956-1957 (Rory) avec des ressorts de suspension à lames type UIC sous des wagons standards, variante A sous wagons plats.
- Y 21 : ancêtre du bogie Y 25, en version soudée et moulée), empattement 2 m. Variante A, Am et Cse2 sous certains wagons aptes au trafic franco-espagnol.
- Y 23 : (ancêtre du bogie Y 27, en version soudée et moulée), empattement 2 m, variante A et B.
- Y 25 : Bogie, en version « moulée » et « mécano-soudée », empattement 1,8 m. Variante C, Cm et Cse sous wagons modernes.
- Y 27 : Bogie, proche du bogie Y 25, sans timonerie externe, empattement 1,8 m. Variante C, Cm et Cse sous wagons modernes.
- Y 29 : Bogie sous wagons dit kangourou SK, empattement 2 m..
- Y 31 : Bogie semblable au Y 29 avec des roues Ø 840 mm au roulement, cylindres de frein inclus, 20 tonnes à l'essieu au lieu de 22,5 t), variante C sous une partie des wagons dit kangourou, variante C1 avec à roues de Ø 760.
- Y 33 : Bogie avec des roues Ø 840mm, empattement 2 m..
- Y 35 : Bogie spécifique, variante B sous les wagons porte-autos dit « standard ».
- Y 37A : Bogie spécifique, apte à la vitesse de 160 km/h (freins à disques), sous les wagons de messageries du Sernam. Roues de Ø 920. Bogie amélioré par la suite pour assurer les trains MVGV à 200 km/h. Record du monde de vitesse pour un wagon de fret à 281 km/h[3].
- Y 37B : Bogie spécifique, apte à la vitesse de 160 km/h (freins à disques), sous les wagons Sgmss S73. Roues de Ø 840[4].

## Fourgons à bagages
- XDR1 : Bogie origine du réseau de l'État (première version) apte  à la vitesse de 140 km/h[5]
- Y 24 B : Bogie empattement 2,30 m
- WL : Bogie dit prussien (voir note ci-dessous) apte à 120 km/h[6]
- Y16 : Bogie sous B4d[6],[7]
- Y20 : Bogie montés sur 48 fourgons en 1958 de la région Ouest, ultérieurement transformés en fourgon-chaudière [8]
- Y20J : Bogie de fourgons DPmyi, à bagages avec compartiment postal du PO, toujours apte à 140 km/h après leur transformation en fourgon chaudière modernes au fuel[8].

## Voitures (voyageurs)
Les premiers bogies en France sont utilisés à partir de 1840 ou 1841 sur la ligne St Etienne - Lyon. L' empattement très court à 0,94m, fixés sous des voitures avec des rondelles graissées pour la rotation, avec l'entraxe entre bogies de 4,1 m et semble-t-il une suspension à ressort.
On connaît mieux l'arrivée des bogies en 1888, sous la responsabilité de l'ingénieur M. Parent ; il y en a plusieurs types, dont certains sont sous des voitures importées (après guerre) ou obtenues par fusion des différentes compagnies ferroviaires. 
Certains bogies ne semblent pas avoir fait l'objet d'une dénomination de type, ainsi par exemple on parle abusivement d'un bogie « CIWL » développé pour la CIWL. Les bogies sont équipés avec des roues de 920 mm de diamètre au roulement.
- Bogie créé en 1888, empattement de 2,8 m, créé par Ernest Polonceau, sous la responsabilité du Matériel du réseau, affecté à des voitures AT7 [1]encore en usage en 1908.
- Z : premier bogie métallique développé par la CIWL créé en 1883, empattement de 2,5 m, qui va remplacer les bogies fer et bois de même empattement.
- WL [1] (Wagons-Lits) : le nom représente différents types de bogies développés pour les voitures de la CIWL, montés aussi sous des voitures de première classe, livrées entre 1899 et 1901 au chemin de fer de l'Ouest[9], puis pour remplacer les tout premiers bogies, mais aussi montés sous des voitures créées spécifiquement pour l'activité buffet-bar de la CFWB[10] (Cette compagnie a vendu une majorité de ses actions en 1902 à la CIWL et sa liquidation a été prononcée le 29 janvier 1920). Ce nom semble venir des voitures bois[11] de la CIWL et le premier bogie a été élaboré avec un mélange de fer et de bois. Ce bogie semble être l'ancêtre du TY, avec 3 ressorts à pincettes, pour équiper 3 voitures A6, 2 voitures B7, 2 voitures C8 et 3 voitures restaurants de la Compagnie d'Orléans[9].

C'est ainsi que réseau de l'État a obtenu en 1908 ses premières voitures à bogies plus modernes que les bogies créés en 1888. Il devient un standard en Allemagne avec un bogie entièrement métallique qui, vu de côté s'inspire des bogies Diamond. 
- Y Nord : bogie (il s'agit du bogie WL[1] ou Prussien) (diagramme[6]), ainsi nommé au réseau Nord, affecté sur voitures métallisées SE de grandes lignes et de banlieue Nord, aptes respectivement à 140 km/h et à 120 km/h. Il devient enfin un standard pour la CIWL à partir de 1883[6],[1] et pour le matériel un standard jusqu'en 1930. Le bogie WL est assemblé par des rivets avec des plaques de garde, son empattement est de 2,50 m comme les précédents. Son poids avoisine les 6 tonnes[6].

À partir du type WL un autre le type T a été élaboré en version 3 essieux avec un empattement total de 3,70 m pour des voitures restaurants, puis un dernier le type S en version 2 essieux avec un empattement de 3 m que l'on a retrouvé sous une voiture ex wagons-lits de la CIWL, déclassée en wagon de service à la SNCF en 1966.
- TY[12] : bogie (évolué du type Y) ainsi nommé au réseau de l'État affecté aux voitures B10tyf de l'Est, reconstruites en type Romilly et Sud-Est, mais aussi sous des voitures Bruhat, aptes à 120 km/h. Il existe les variantes TY', TY". On les trouve aussi sous des fourgons Dqd²yi. La suspension se fait avec 3 ressorts à pincettes de chaque côté pour la traverse danseuse et par un ressort à lames sur chaque extrémité d'essieu réglable par des ressorts hélicoïdaux.
- Arbel-Fox : bogie pour des voitures B9 de 1903 du chemin de fer de l'Ouest[9].
- S1D & Ss1D : Bogie du réseau de l'État pour les voitures de banlieue Est, apte à 120 km/h.
- X : bogie ainsi baptisé par M. Robert Dubois entre 1907 et 1908 pour le chemin de fer de l'Ouest pour équiper les voitures classe 1[9] à partir des plans américains, empattement de 2,5 m,  apte à 120 km/h et X2 bogie du réseau de l'État pour les voitures à 2 niveaux, avec un entraxe de 2,50 m,  apte à 140 km/h. Ces bogies[6] sont de type « Pennsylvania ». Ce type est créé en 1860 aux États-Unis.
- Bogie à 3 essieux, type « Pennsylvania » de 1908, pour des voitures AT8, AT7, AT5 et AT4D de la Compagnie d'Orléans[9]. La voiture PR1 en a été dotée avant sa métallisation.
- Y2R : bogie spécifique du réseau de l'État pour les voitures de banlieue de type Talbot, apte à 120 km/h.
- S2C : bogie créé en 1929 du réseau de l'État, affecté aux voitures de grandes lignes Est, apte à 140 km/h.
- MN : bogie du réseau PLM, apte à la vitesse de 120 km/h.
- X3RA : bogie créé en 1936 du réseau de l'État, affecté aux voitures dites « saucissons », apte à 140 km/h.
- P : bogie créé en 1958[13], empattement de 2,5 m pour la CIWL du réseau PLM et du Sud-Ouest, avec roulement avec boites à huile, affecté aux voitures VR 3341 à 3360.
- PP : bogie P[13] modifié avec des roulements à 2 anneaux (variante s), seulement sur les voitures VR 3341, 3346 à 3352, 3354, 3356 et 3357, 3359 et 3360 (bogies jugés aptes à la modification).
- PL : bogie P[13] avec pièces principales remplacées, d'un empattement de 2,5 m pour la CIWL au PLM et au Sud-Ouest.
- Bogie Schlieren[1] type N2 et N3[13] d'un empattement de 2,5 m pour la CIWL (remplaçant les bogies de type P, variante S, trop usés sur les voitures VR 3342, 3345, 3353, 3355 et 3358), affecté aux voitures-lits INOX Mistral, au réseau PLM et apte à 160 km/h. Ils ont aussi été montés sur des voitures Pullman,et pour le Sud-Express.
- A : bogie créé en 1960, dit « Jacquemin[11] », affecté initialement aux voitures RIB 60 au Nord, apte à 120 km/h.
- B : bogie créé en 1962, dit « Bruhat[11] », affecté initialement aux voitures RIB 62 à l'Est, apte à 120 km/h.
- C : bogie (il s'agit du bogie TY ci-dessus) ainsi nommé au réseau PLM[11], sous les voitures métallisées, apte à 120 km/h.
- PO : bogie de type "Pennsylvania"[1], empattement 2,15 m,  entièrement métallique avec des équerres rivetées et des plaques de garde boulonnées sur les longerons. Ces bogies ont équipé les voitures métallisées.
- Bp : bogie créé en 1970[11], doté d'une suspension pneumatique, affecté aux voitures RIB 70 et 76, RIO 77, 78 et 79, apte à 120 km/h.

Par la suite, pour les voitures et pour des fourgons à bagages transformés en fourgon-chaudière ou en fourgons-générateur d'électricité pour la climatisation, les bogies sont équipés avec des roues de 920 mm de diamètre au roulement (sauf indication contraire) et sont numérotés en série paire :
- Y 2[6],[7] : bogie à balancier de 2,5 m d'empattement, de type « Pennsylvania » (diagramme[6]), intégré à partir de 1907 au parc du réseau de l'État, mise aux normes françaises sous les directives de M. Robert DUBOIS, monté sous voitures OCEM de type RA (Rivets apparents) et FL (Faces lisses) (réseau de l'État, PLM, P.O. et P.O.-Midi), y compris sous les allèges postales, apte à 140 km/h. Ce bogie possède de chaque côté 3 ressorts hélicoïdaux.

Il existe les variantes A, B, C pour les voitures postales avec 2 ressorts hélicoïdaux, D, DR (voir photo en ), E, R avec des boites à huile à rouleaux et avec 2 ressorts hélicoïdaux pour des voitures métalliques à faces lisses sur les grandes lignes et Rs.
Ce bogie d'un poids de 6 tonnes environ, reconnaissable par ses 4 ressorts à pincettes qui ont remplacé les ressorts hélicoïdaux, est réalisé soit en assemblage par rivets (polybloc), soit en acier moulé (monobloc). Il fera souvent l'objet d'un constat de fissuration et entraînera un programme de remplacement. 
Un autre programme, à compter de 1960, remplacera ce type de bogie quel que soit son état, par des bogies plus modernes. Ce dernier programme s'appliquera aussi sur les bogies Y16, Y20, Y24 et Y26, sauf sur le matériel classé, appartenant à des associations ou dans des musées. À noter un cas particulier d'un Y 2 avec un empattement de 3 m monté sous la voiture salon no 36 (ex PLM), il se distingue par 4 gros rivets visibles sur le côté de chaque balancier. 
- Y 6 : bogie de 2 m d'empattement, monté sous des voitures classe 1 & 2 réf ZB Yfp type D, apte à 140 km/h[2].
- Y 10 : bogie OCEM monté sous une seule voiture de mesures.
- Y 12 : bogie polybloc série 7500 de l'OCEM, est une version Y 2 allégée, crée en 1937, avec un empattement de 2,5 m[1], monté sous les voitures OCEM de type soudé ou les voitures sanitaires, à panneaux lisses, apte à 140 km/h. Il existe la variante A[2].
- Y 16 (voir photo en [6],[7]) : bogie SNCF type « Pennsylvania »[1] (évolution du Y 2 apparu en 1946 fabriqué jusqu'en 1948 à balancier à pendant ou col de cygne court), empattement de 2,4 m, apte à 140 km/h, affecté à des fourgons B4D et aux voitures carénées DEV A0, DEV Embranchement.

Il existe les variantes A,D, E, I, Is (affectées d'origine sur les B10t du programme USI 60/61), H, Kr sous 35 remorques ZR 25100, Lm (LMs affecté d'origine sur B9c9x du programme UIC 71 dont l'écartement est variable et qui sont aptes à 160 km/h), S. 
À partir de la variante E, le châssis est constitué de profilés soudés. Son poids varie de 5,3 à 5,6 tonnes avec 4 ressorts à pincettes de chaque côté et des boites d'essieux à rouleaux, à huile type TIMKEN ou SKF, ou ATHERMOS à tampons graisseurs. Un support fixe pour une dynamo type Statodyne est prévu souvent sur un des 2 bogies.
- Y 18[6] : prototype à bras (s'inspirant du bogie allemand Görlitz à boites à bras[1]) pour fixer chaque boite d'essieu étudié par M. Lejeune (DEV) et construit par Carel-Fouché en 1948[1], sans suite, apte à 140 km/h. Excepté pour le type Y 22, ce sont dorénavant des ressorts hélicoïdaux qui vont remplacer les ressorts à pincettes. Cependant le principe des bras sera repris sur le Y 28 et Y 32 entre autres.

- Y 20 (voir photo en [6]) : bogie à balancier appelé « Milwaukee » en acier au carbone A, le premier à être doté d'amortisseur à huile[7],[1] télescopique et rotatif pour limiter les oscillations par M. Lejeune en 1948, d'un poids de 5,3 à 5,55 tonnes (selon la présence de la génératrice Statodyne) sans ressorts à pincettes (remplacé par ressorts hélicoïdaux[1]), avec des essieux type 962 à 966 et des boites à huile SKF ou TIMKEN, ou ATHERMOS, équipant les voitures depuis 1950 DEV A0, DEV Inox (Y 20 D[2]), INOX des commandes 1955 et Mistral 1956, empattement de 2,3 m, apte à 140 km/h ou à 160 km/h.

Il existe les variantes B, C, D comme ceux d'une voiture couchette B10C10myfi22054, Dd, H, Hd, Hs, J. Cette dernière variante est affectée entre autres aux fourgons à bagages et à compartiment postal qui seront transformés en fourgons chaudières modernes qui sont restés aptes à la vitesse de 140 km/h. 
Les 5 fourgons chaudières Dx59000 du Sud-Ouest sont montés sur des bogies Y 20J côté groupe générateur et Y 20H côté compartiment bagages. Aptes à 160 km/h, ils deviendront des fourgons générateurs "600 volts triphasé" pour la climatisation des rames Mistral dans le Sud-Est. Des fourgons à bagages de 1958 (région Ouest), avec des bogies Y 20, seront transformés en fourgons chaudières aptes à la vitesse de 120 km/h.
- Y 22 : bogie prototype de 1952-1953 sans suite (type Diamond perfectionné), apte à 140 km/h.

Ainsi au cours d'une révision à partir de 1960, des voitures ont pu recevoir un bogie dans la version plus moderne cités ci-après. De ce fait, des voitures anciennes ne possèdent plus leurs bogies d'origine. C'est un point qu'il faut avoir à l'esprit quand on cherche à reconnaître un matériel roulant. 

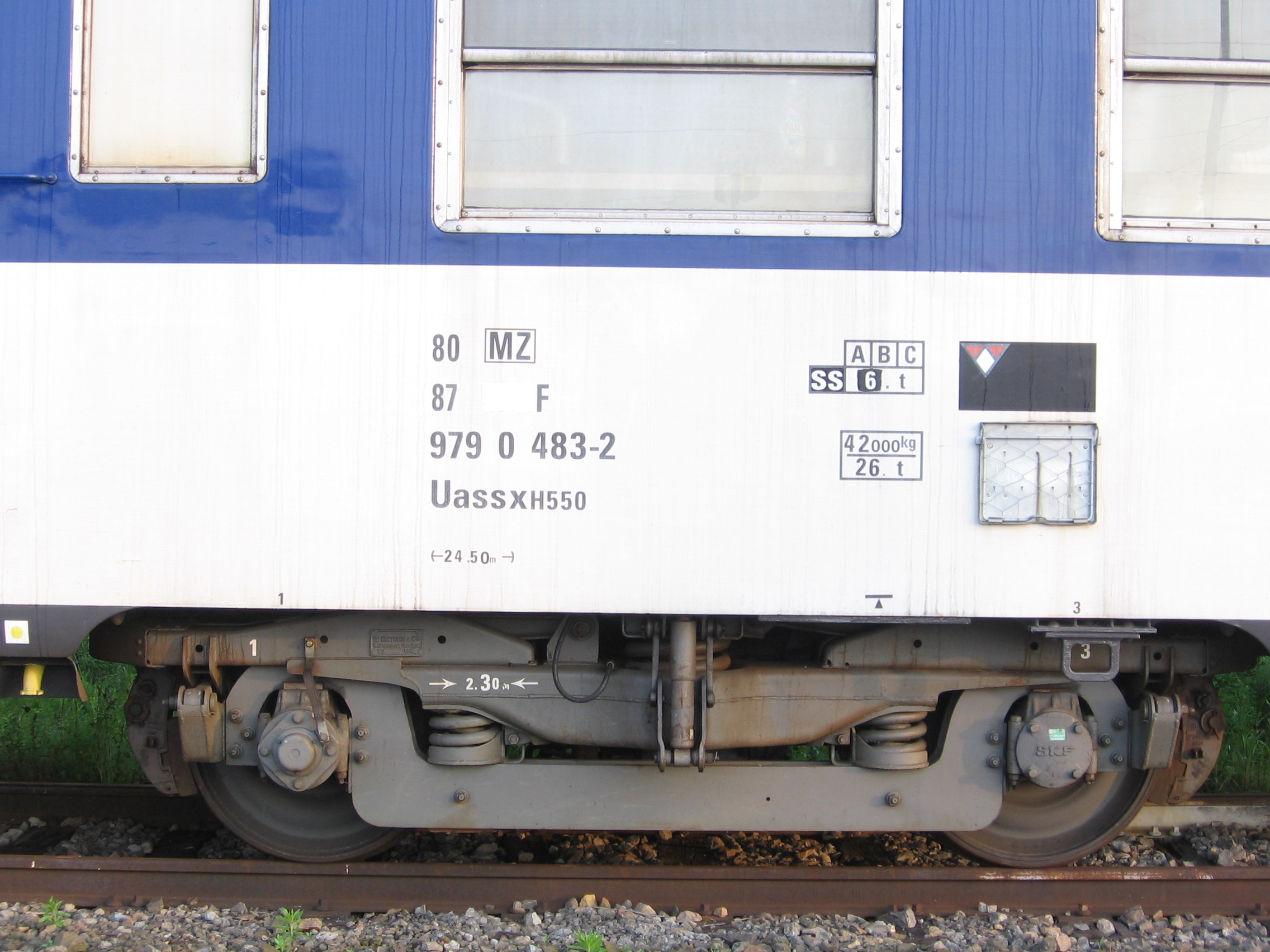
Bogie de type Y 24A, sous une voiture-couchettes de la SNCF.

- Y 24[6] : bogie à balanciers équilibreurs à double col de cygne, évolution du Y 20, empattement de 2,30 m, apte à 140 km/h ou à 160 km/h, équipant notamment les voitures : DEV Inox, TEE PBA , UIC (Y 24 C) dont celles du Capitole avec des freins magnétiques [1], USI, mais aussi des fourgons : Dd4s, MC 76, OCEM postale et ambulants PTT de 26,4 m.

Il existe les variantes A (époque III, voir photo ci-contre) et  A1 (époque IV) sur les UIC du programme 60/61 et TEE PBA, A1s (voir photo  et diagramme en ) sur les TEE INOX et les UIC 62/63, A2, B et B1 sur les fourgons DEV Dd4s, B2 pour les fourgons contemporains des Corail , C sur les UIC 64, L, M, S, X et Z.
Ce bogie d'un poids de 5,45 à 5,58 tonnes (selon la présence de frein à main) a aussi été monté sur des voitures lits MU, pour la CIWL et dans ce cas, il est nommé type L  à ne pas confondre avec la variante L du Y 24. 
Les fourgons contemporains du matériel Corail ont reçu des bogies B1 puis B2 avec une architecture complètement modifiée. 
Ces évolutions allaient servir au bogie Y 32. Sept fourgons inox A²Dxj, affectés au Nord pour le service TEE, sont montés sur bogies Y 24 A1s, côté compartiment et Y 24 A2 côté groupe électrogène, apte à la vitesse de 160 km/h.
- Y 26[6],[1] : bogie à balancier créé en 1966, empattement de 2,56 m, évolution Y24 sans timonerie de frein, avec sabots de freins en composites, sans traverses extrêmes (poids réduit à 4,8 tonnes), utilisé pour des voitures restaurant DEV, des voitures Inox du TEE Mistral 69[1], des voitures A9tuj DEV Inox 69 & 70, apte à 160 km/h ou à 200 km/h.

Il existe les variantes : A, C (sans frein à main, 4,88 tonnes) sur les voitures restaurants unifiés (VRU) du capitole C et D1 sur des VRU du programme 62/63/65, D (avec frein à main, 4,93 tonnes) sur des voitures A4Dtux du TEE Inox 66 et sur des fourgons générateur (Inox construit en 1969 apte à 160km/h) côté compartiment, E sur ces mêmes fourgons côté groupe,  P sur les voitures restaurants du Mistral 69, P1 sur des A9tj 69/70, P2 et P3 sur des VRU et A4Dtux du TEE Inox 70. La variante P correspond à une suspension secondaire par ressort pneumatique de type "Sumiride" . Le Y 26P n'a que le balancier en commun avec tous les autres bogies Y 26.  
Le fourgon générateur inclus dans la rame Mistral était équipé d'un Y 26D côté compartiments et d'un Y 26E côté générateur.
- Y 28[6],[1] : bogie monobloc en H et soudé, sans pivot, créé en 1967, à empattement de 2,56 m, apte à 160 km/h ou à 200 km/h. Parmi toutes les affectations il y eut celles des voitures du TEE Mistral 69 avec des Y 28 E2[1], en époque IV les  UIC B7D 67, des A7D, des A9, des A8x, et en époque IV et V des A4B5 issus de la transformation de A9, d'autres B7D avec un Y 28 E d'un poids de 4,85 tonnes ; les DEV USI (programme 1969-1971) avec un Y 28 D d'un poids de 4,72 tonnes, les voitures UIC 66/71 avec des bogies Y 28D et D1, les voitures TEE Grand Confort (GC) aptes à 200 km/h[14] et aussi les grill express (GE) avec un bogie renforcé Y 28 F[1] avec un frein par doubles semelles en fonte pour circuler à 200 km/h et avec des freins à patins magnétiques augmentant son poids jusqu'à 6,27 tonnes.

Il existe aussi les variantes A, B, C, E2, F, F1, F3, F4, G, I. Le fourgon générateur affecté aux rames GC est doté d'un bogie Y 28F côté compartiment et Y 28G côté groupe électrogène.  L'étude de ce bogie porte sur les évolutions suivantes : la suspension primaire se fait par un bras oscillant sur chaque extrémité d'essieu de type 970, suspension primaire par ressorts hélicoïdaux et bielles d'asservissements sur les boites d'essieux, suspension secondaire pendulaire entre traverse et caisse par bielle avec un antiroulis par bielles et amortisseurs hydrauliques, entraînement caisse-bogie par câbles, un freinage par bloc de freins à sabots en composites sur le côté de la roue, et aucune traverse en tête de bogie.
- Y 207 [1]: bogie créé en 1967 dans la même période que le Y 28, avec barre de torsion pour la suspension, a fait l'objet de nombreux essais avec le TGS.

- Y 30[6],[1] : bogie conçu en 1966 avec une suspension primaire par ressorts acier-caoutchouc dit "Métalastic" et une suspension secondaire de 4 groupes de ressorts hélicoïdaux, pour les porte-autos de type DEV 66,  empattement 2,3 m et d'un poids de 3,85 tonnes, apte à 160 km/h.  Dans le cas de certains porte-autos, des demi-wagons reposent sur un bogie d'extrémité Y 30 et sur un bogie commun en Jakob toujours en Y 30. Les freins sont de type bloc freins à semelles en composites sur 4 disques ventilés dans tous les cas.
- Y 30 P[6],[1] : ce bogie est une évolution du Y 30, dédiée aux voitures VB2N, VO2N et VR2N, avec un empattement augmenté à 2,4 m et d'un poids de 5,65 tonnes, apte à 140 km/h.

Pour ces voitures à 2 niveaux la suspension secondaire à ressorts hélicoïdaux est remplacée par un ressort pneumatique de type « Sumiride ».  Le freinage est complété par 4 freins à disques pour les voitures à 2 niveaux.
- Y 32[6] : bogie conçu en 1975[1] à partir du Y 28, empattement de 2,56 m, avec des évolutions pour circuler à 250 km/h, il équipe les voitures Corail, les remorques Z2 et leurs dérivées, il est apte à 160 km/h (pour les Z2) ou à 200 km/h (Corail).

Son poids avoisine 5,98 tonnes. Parmi les évolutions :  la suspension primaire comporte des amortisseurs hydrauliques centrés, la suspension secondaire prend appui sur 2 ressorts à grande flexibilité verticale et transversale (protégés de la corrosion par une enveloppe en caoutchouc) contrôlés par des amortisseurs hydrauliques, le freinage par bloc freins est complété par 2 freins à disques sur chaque essieu, et un ajout d'un système élastique pour chaque câble de liaison caisse-bogie. La variante P appliquée aux voitures lits est adjointe d'une statodyne sur son côté et d'un carter métallique pour protéger le coussin pneumatique.
- Y 0270s[6] : bogie créé entre 1972-76 par FIAT[1], empattement de 2,56 m et 6,135 tonnes, issu du prototype Y0233[15] et de construction identique au Y 32[15] mais avec 2 ressorts de suspension secondaires concentriques en appui directement sur le longeron du châssis et un système d'entrainement bogie-caisse simplifié par bielle et palonniers. La suspension primaire comporte des amortisseurs hydrauliques non centrés, ce qui permet de les distinguer des Y 32. Les bogies sont affectés exclusivement aux voitures VSE[15] et des dérivées à l'étranger, aptes à 160 km/h ou à 200 km/h (à l'étranger).
- Bruhat[6] B : bogie du premier modèle (ainsi baptisé du nom de son créateur) à suspension mécanique[1], empattement de 1,67 m, apte à 120 km/h, équipe les RIB 62.
- 19058A[6] : bogie de type Bruhat deuxième version B à suspension pneumatique de type « Sumiride », empattement de 1,67 m et un équipement de bloc-frein, apte à 120 km/h pour les RIB 70; RIB 76 et RIO 79.
- Y 34[6] : bogie à roues de 840 mm de diamètre au roulement, d'un empattement de 2,5 m[1], conçu en 1980 sur la base d'un bogie « Bruhat » pour les voitures RIO 80, 82 & 88 et les voitures du RRR, apte à 140 km/h (suspension pneumatique). Il existe une variante A. On le retrouve aussi sur des RIB et des RIO à la suite du remplacement du bogie « Bruhat » d'origine.
- Y 36P[6],[1] : bogie conçu en 1991 sur le même principe que le Y 32 mais avec une suspension pneumatique V2N (SNCF ZR2N) et I11 (SNCB), apte à 160 km/h (SNCF) ou à 200 km/h (SNCB). Il existe les variantes P2, P2A, P2B.

Des bogies (exemple : Y 28 F) ont été dotés d'un dispositif de freinage électro-magnétique, pour le freinage par les courants de Foucault dans le rail. Lors d'une révision, certains bogies peuvent être remplacés par un autre type plus récent, les Y 2 ont souvent fait l'objet d'un constat de fragilisation de la pièce principale entre les essieux (voir Y 12 et Y 16).
- ZR : bogie porteur pour trains de banlieue.
- ZS : bogie porteur pour trains de banlieue.

## Autorails et RGP
- Y 107 : Bogie moteur, de 5,16 tonnes, avec un réservoir d'air additionnel, empattement de 2,6 m avec des roues de 860 mm et des boites à rouleaux SKF, apte à 120 km/h,affecté aux 251 X3800 entre 1950 et 1961. Ce bogie est entraîné par le moteur de façon symétrique les 2 essieux à travers l'axe du pivot.
- Y 108 : Bogie porteur, de 4,25 tonnes, avec un réservoir d'air additionnel, empattement de 2,6 m avec des roues de 860 mm et des boites à rouleaux SKF, apte à 120 km/h, affecté aux 251 X3800 entre 1950 et 1961.
- Y 109 : Bogie à empattement de 3 m, avec longerons en tôles pliées (échancrées pour les boites d'essieu) et 4 traverses (2 au centre et une à chaque extrémité), dont les essieux moteurs reposent sur deux ressorts à hélicoïdaux, via des boites à un seul roulement (SKF à double rangées de rouleaux sous graisse). La caisse est fixée sur couteau de chaque côté externe du bogie au dessus d'un système de ressorts à lames monté à étriers réglables par rapport au châssis du bogie avec des ressorts hélicoïdaux. Bogie apte à 120 km/h, affectation 2 bogies moteur sur les X 2401 à 2479.
- Y 159[16] : Bogie moteur (De Dietrich), de 5,5 tonnes, variante du Y107, avec réservoir d'air sur traverse, empattement de 2,5 m avec des roues de 860 mm et des boites d'essieux intérieurs à roulements à rouleaux SKF, apte à 124 km/h maxi. Bogies affectés aux motrices RGP 2 (Relations Grand Parcours bimoteurs)  X2700, chaque bogie est entraîné par un moteur de 300CV via un cardan.
- Y 160 : Bogie porteur, empattement de 2,2 m avec des roues de 860 mm. Bogies affectés aux voitures d'une rame RGP 2.
- Y 166 : Bogie moteur, semblable au Y 107 sans réservoir d'air sur traverse, empattement de 2,2 m avec des roues de 860 mm. Bogie affecté par motrice RGP 1 (monomoteur) et dont les 2 essieux sont entraînés par le moteur de 825CV, entraînement comme le Y 107. L'autre bogie de la motrice est semblable mais avec des essieux sans renvois d'angle pour l'entraînement moteur.
- Bogie moteur de type Görlitz, empattement 3,2 m[17] à longeron acier et  traverses et des roues de 750 mm assemblé avec un moteur de 210CV. Ce Bogie a été modifié à cause du changement de moteur (Saurer) avec un empattement de 3,5 m[17] et des roues de 860 mm à bandages rapportés. Puis imitant le Somua, ce bogie passa à un empattement de 3,9 m pour le bogie avec un moteur de 500CV et 3 m pour le bogie porteur tout comme les autorails dotés d'un moteur de 300 à 320 CV. Il semble que ces bogies, affectés aux premiers De Dietrich, n'aient pas eu de référence et sont les origines du Y 176 et Y 177.
- Y 176[17] : Bogie moteur, semblable au concept Görlitz, empattement 3,3 m, longeron en acier et traverses moulés, recevant moteur et boite à vitesse relié aux renvois d'angle des essieux par cardans, avec des roues de 860 mm et des boites d'essieu à roulement SKF à rouleaux simples et à rotule, affecté aux automotrices dit Standards De Dietrich. Ses deux bogies pouvaient être moteurs.
- Y 177[17] : Bogie porteur, semblable au Y 176, empattement 2,5 m, affecté aux mêmes automotrices mais à un seul moteur.
- Y 184 : Bogie porteur, semblable au Y160 modernisé, empattement de 2,2 m avec des roues de 860 mm. Bogies affectés aux voitures d'une rame RGP 1.

## Remorque des autorails
- Y 145 : Bogie dont les essieux reposent sur des ressorts à lames, fixés à une extrémité par une bielle sur couteau et de l'autre par un système réglable au châssis avec un ressort hélicoïdal. Comme pour les Y16 et Y20, la caisse des remorques unifiés XRy repose sur le bogie par l'intermédiaire de plots en caoutchouc.
- Y 187 et 187bis[16],[1] : Bogie (Brissonneau et Lotz) semblable au Y145, de 3,5 tonnes, empattement de 2,5 m avec des roues de 860 mm et des boites d'essieux intérieurs à roulements à rouleaux SKF, apte à 140 km/h maxi. Bogies affectés aux remorques XR7700 des rames RGP 2 puis RGP 1.
- Y 200 : Bogie affecté aux remorques type ZS[1].
- Y 205 : Bogie des autorails dit 425 CV[1].
- Y 232 : Bogie semblable au Y32, empattement 2,4 m, affecté aux remorques XR6000, 6100 et 6200[1].

## Locomotives et locotracteurs Diesels
Pour les motrices, selon l'ouvrage "Le matériel moteur de la SNCF" édition 2016 de Denis Redoutey, à partir de la page 133, on indiquera la référence connue du bogie moteur, la vitesse limite, la charge en ordre de marche à l'essieu si elle diffère d'un poids de 17 tonnes, le type de freinage, la période de construction, les affectations et les observations connues concernant les différenciations des essieux moteur ou non moteur, les révisions ou une transformation.
- bogie 2 moteurs asynchrones, apte à 100 km/h (19 tonnes), freinage pneumatique et stationnement, entre 2006-2011 sur BB 60001 à 6017
- MTE : Bogie moteur avec suspension à blocs acier/caoutchouc sur BB15000 et BB67400
- Y 201 : Bogie 2 moteurs :
  - apte à 90 km/h, entre 1956-1971 sur BB 63401 à 63423; BB 63501 à 64080; BB 64601 à 64644
  - apte à 80 km/h, entre 1956-1967 sur BB 64701 à 64719
  - apte à 80 km/h (16,25 tonnes), transformation en trucks entre 1989-1993 sur TBB 64801 à 64819
- Y 209 : Bogie 2 moteurs :
  - apte à 120 km/h, entre 1961-1968, sur BB 66041 à 66318
  - apte à 90 km/h (17,7 tonnes),
- Y 216 : Bogie 2 moteurs :
  - apte à 120 km/h, entre 1968-1971, sur BB 66401 à 66506

## Cas particulier des ETG et RTG
En 1967 un autorail X4365 et une remorque XR8579 ont eu leurs bogies remplacé par des bogies Y214 pour faire des essais de vitesses avec un turbomoteur à gaz. Un des bogies est motorisé avec le moteur diesel de l'autorail, un autre bogie sur la remorque est motorisé avec le turbomoteur à gaz et les 2 autres bogies sont porteurs. Ces essais ont permis de valider le programme des rames ETG puis RTG, qui vont remplacer à terme les rames RGP 2 et RGP 1.  Pour ces rames les bogies sont numérotés en série paire pour les bogies moteurs, en série impaire pour les bogies porteurs :
- Y 221 : Bogie porteur crée en 1970, apte à160 km/h sur les rames ETG
- Y 222 : Bogie moteur crée en 1970, apte à 160 km/h sur les rames ETG[1]
- Y 223 : Bogie porteur crée en 1972, apte à 200 km/h sur les rames RTG[19]
- Y 224 : Bogie moteur crée en 1972, apte à 200 km/h sur les rames RTG[19],[1]

## TGV
Le TGV 001 était équipé de divers types de bogies, construits sur la base du Y 32. Il y eut d'abord des Y 225 bimoteurs, de technique traditionnelle puisque leurs éléments sont ceux utilisés sur les CC 6500 et les BB 15000 (blocs sandwiches, en métal et caoutchouc), ou les BB 12000, BB 9200 et BB 16000 (transmission Jacquemin à cardans, montées de construction avec un entraxe de 2,6 m).
Entre-temps, une automotrice de la série Z 7100, la no 7113, était utilisée, après maintes modifications, aux essais d'endurance des bogies Y 226, avec un seul moteur suspendu sous la caisse de l'engin et entraînant les essieux par transmission à cardan coulissante dite « tripode ». Ce bogie plus léger avait une suspension modifiée et un empattement de 2,90 m. Après de nombreux essais des bogies Y 226 sur la 7001 dénommée « Zébulon », ils furent essayés sur le TGV 001, sous la dénomination Y 229 A et B (à la suite de modifications). Ainsi, sont nés les Y 230, bogies moteurs, et les Y 231, bogies porteurs,.
Sur les rames TGV de série, tous les bogies installés entre les deux caisses sont des bogies de type « jacobs », dont la charge par essieu est limitée à 17 tonnes. Les bogies sont numérotés en série paire pour les bogies moteurs et en série impaire pour les bogies porteurs. Lorsque le numéro du type de bogie est suivi de la lettre « P » seule, cela signifie que la suspension secondaire est de type pneumatique ; sinon, les lettres « PM » pour patin magnétique. Lorsque le numéro du type de bogie est suivi par « R 1 » ou « R 2 », cela correspond au programme de rénovation entre 1996 et 2001 (initialement prévu pour les TGV Sud-Est seulement).

### TGV Sud-Est
Ces rames, également désignées TGV PSE (pour Paris – Sud-Est), appartiennent à la première génération de TGV. Le freinage est de type UIC pneumatique, continu et automatique à deux conduites.
Sur les bogies moteurs dotés d'une transmission à cardan coulissante, le frein pneumatique à semelles est associé à un freinage électrique à rhéostat. Sur les bogies porteurs, équipés d'une suspension de type SR 10 (par rétrofit, après divers essais sur la rame 10), le frein pneumatique est constitué de quatre disques sur chaque essieu.
Au cours de la rénovation entre 1996 et 2001, les bogies moteurs Y 230 et Y 230P auront un rapport d'engrenage du réducteur modifié. C'est au cours de cette rénovation que des bogies originaux d'une partie des rames ont été remplacés, pour permettre une vitesse limite de 300 km/h. Toutefois, la rame 16 avait été préparée pour un nouveau record de vitesse ; il fut enregistré à 380 km/h, le 26 février 1981, sur la LGV Sud-Est.
- Y 230 : bogie moteur TGV PSE (apte à 270 km/h, en motrice)[24] ;
- Y 230P : bogie moteur TGV PSE (apte à 270 km/h, en remorque d'extrémité R1 et R8) ;
- Y 231 : bogie porteur TGV PSE (apte à 270 km/h, en remorque d'extrémité R1 et R8) ;
- Y 231P : bogie porteur TGV PSE (apte à 270 km/h, en remorque intermédiaire)[24] ;
- Y 256 : bogie moteur TGV PSE (apte à 300 km/h, en motrice) ;
- Y 256P : bogie moteur TGV PSE (apte à 300 km/h, en remorque d'extrémité R1 et R8) ;
- Y 257 : bogie porteur TGV PSE (apte à 300 km/h, en remorque intermédiaire) ;
- Y 257A : bogie porteur TGV postal (apte à 270 km/h, en remorque intermédiaire).

La rame 16 a eu l'un de ses bogies remplacés par un Y 237, en 1987, pour essais ; ce type était destiné à équiper les TGV Atlantique. Par ailleurs, la rame 88 a eu ses bogies porteurs modifiés par l'adjonction d'un deuxième amortisseur antilacet et d'une barre antiroulis supplémentaire, pour la préparer à battre, en 1988 (performance officieuse, réalisée dans le cadre des essais de la motorisation synchrone du TGV Atlantique), un record détenu par l'ICE-V.

### TGV Atlantique
Ces rames, aussi désignées TGV A, sont la deuxième génération de TGV. Le freinage est de type UIC pneumatique, continu et automatique à deux conduites. Sur les bogies moteurs dotés d'une transmission à cardan coulissante, le frein pneumatique à semelles est associé à un freinage électrique à rhéostat. Sur les bogies porteurs, équipés d'une suspension de type SR 10,, le frein pneumatique est constitué de quatre disques sur chaque essieu.
- Y 230A : bogie moteur TGV A (apte à 300 km/h, en motrice)[24] ;
- Y 237A : bogie porteur TGV A (apte à 300 km/h, en remorque intermédiaire)[24] ;
- Y 237B : bogie porteur TGV A (apte à 300 km/h, en remorque d'extrémité R1 et R10)[24].

### TGV Réseau, Duplex et POS
Le freinage est de type UIC pneumatique, continu et automatique à deux conduites. Sur les bogies moteurs dotés d'une transmission à cardan coulissante, le frein pneumatique à semelles est associé à un freinage électrique à rhéostat, sauf sur les motrices Dasye (frein pneumatique sur disques fixés sur le voile d'une seule roue par essieu, toutefois associé à un freinage électrique à rhéostat). Sur les bogies porteurs, le frein pneumatique est constitué de quatre disques sur chaque essieu.
- Y 230A : bogie moteur TGV R et Duplex (apte à 300 km/h, en motrice) ;
- Y 237A : bogie porteur TGV R et POS (apte à 300 km/h, en remorque intermédiaire) ;
- Y 237B : bogie porteur TGV R (apte à 300 km/h, en remorque d'extrémité R1 et R8) ;
- Y 243A : bogie porteur TGV Duplex (apte à 300 km/h, en remorque intermédiaire)[24] ;
- Y 243B : bogie porteur TGV Duplex (apte à 300 km/h, en remorque d'extrémité R1 et R8)[24] ;
- Y 244 : bogie moteur TGV Duplex (apte à 300 km/h, en motrice)[24] ;
- Y 264 : bogie moteur TGV Duplex (apte à 300 km/h, en motrice) ;
- Y 266 : bogie moteur TGV Duplex Dasye et POS (apte à 300 km/h, en motrice) ;

- Y 266 PM : bogie moteur TGV POS (apte à 300 km/h, en motrice) ;
- Y 267 : bogie porteur TGV POS (apte à 300 km/h, en remorque d'extrémité R1 et R8).

### TGV PBA et PBKA
Les bogies porteurs des remorques sont ceux du TGV Réseau. Les bogies moteurs de la motrice sont identiques aux motrices Duplex. Il n'y a pas de bogie moteur sur les remorques d'extrémités R1 et R8. Le freinage est de type UIC pneumatique, continu et automatique à deux conduites. Sur les bogies moteurs dotés d'une transmission à cardan coulissante, le frein pneumatique à semelles est associé à un freinage électrique à rhéostat. Sur les bogies porteurs, le frein pneumatique est constitué de quatre disques sur chaque essieu.
- Y 230A : bogie moteur TGV PBA Thalys (apte à 300 km/h, en motrice) ;
- Y 237A : bogie porteur TGV PBA Thalys (apte à 300 km/h, en remorque intermédiaire) ;
- Y 237B : bogie porteur TGV PBA Thalys (apte à 300 km/h, en remorque d'extrémité R1 et R8) ;
- Y 230A (voire Y 244 ou Y 264) : bogie moteur TGV PBKA Thalys (apte à 300 km/h, en motrice) ;
- Y 237 R 1 : bogie porteur TGV PBKA Thalys (apte à 300 km/h, en remorque intermédiaire) ;
- Y 237 R 2 : bogie porteur TGV PBKA Thalys (apte à 300 km/h, en remorque d'extrémité R1 et R8).

### TGV TMST
Sur les bogies moteurs dotés d'une transmission à cardan coulissante, le frein pneumatique à semelles est associé à un freinage électrique à rhéostat. Sur les bogies porteurs, le frein pneumatique est constitué de quatre disques sur chaque essieu. Ses bogies ont un entraxe de 3 m.
- Y 238 : bogie moteur Eurostar (apte à 300 km/h, en motrice 3 capitales)[24] ;
- Y 239P : bogie porteur Eurostar (apte à 300 km/h, en remorque intermédiaire de R2 à R8 et de R11 à R17)[24] ;
- Y 240P : bogie moteur Eurostar (apte à 300 km/h, en remorque d'extrémité R1 et R18, 3 capitales)[24] ;
- Y 241P : bogie porteur Eurostar (apte à 300 km/h, en remorque de césure R9 et R10)[24] ;
- Y 248 : bogie moteur Eurostar (apte à 300 km/h, en motrice North of London) ;
- Y 250P : bogie moteur Eurostar (apte à 300 km/h, en remorque d'extrémité North of London).

### TGV 2N2
Le freinage est de type UIC pneumatique, continu et automatique à deux conduites. Sur les bogies moteurs dotés d'une transmission à cardan coulissante, le frein pneumatique à semelles est associé à un freinage électrique à rhéostat et à récupération. Sur les bogies porteurs, le frein pneumatique est constitué de quatre disques sur chaque essieu. Une rame de type 3UA (internationale homologuée pour l'Allemagne) possède aussi le frein à patins électromagnétiques (FEM) sur chaque bogie.
- Y 243A : bogie porteur RGV 2N2 (apte à 320 km/h, en remorque intermédiaire) ;
- Y 243B : bogie porteur RGV 2N2 (apte à 320 km/h, en remorque d'extrémité R1 et R8) ;
- Y 266 : bogie moteur RGV 2N2 (apte à 320 km/h, en motrice) ;
- Y 266PM : bogie moteur RGV 2N2 (apte à 320 km/h, en motrice circulant en Allemagne).

### TGV POS
Le freinage est de type UIC pneumatique, continu et automatique à deux conduites. Sur les bogies moteurs dotés d'une transmission à cardan coulissante, le frein pneumatique à semelles est associé à un freinage électrique à rhéostat et à récupération. Sur les bogies porteurs, le frein pneumatique est constitué de quatre disques sur chaque essieu. Le bogie porteur de la motrice et celui de la remorque qui lui est couplé sont tous les deux dotés du freinage électromagnétique. Il n'y a qu'un seul bogie moteur sur chaque motrice.
- Y 237P : bogie porteur TGV POS (apte à 320 km/h, en motrice) ;
- Y 237 : bogie porteur TGV POS (apte à 320 km/h, en remorque intermédiaire) ;
- Y 237P : bogie porteur TGV POS (apte à 320 km/h, en remorque d'extrémité R1 et R8) ;
- Y 266 : bogie moteur TGV POS (apte à 320 km/h, en motrice).